# Daniel-Joseph Bacqué
Pour les articles homonymes, voir Bacqué.
Daniel-Joseph Bacqué (né le 20 septembre 1874 à Vianne et mort le 21 décembre 1947 à Paris 5e) est un sculpteur français.

## Biographie
Son père est ébéniste d'État et il est chargé de la restauration du mobilier national. Daniel monte à Paris, entre dans l'atelier de Bourdelle et expose au salon des artistes français à partir de 1900. Il obtient de nombreux prix dont la médaille d'or en 1922.
Il se lie d'amitié avec le peintre Raoul Dastrac, gascon comme lui. Leurs ateliers sont voisins dans la rue du Pot de Fer, derrière le Panthéon.
Il meurt à la suite d'un cancer après avoir détruit toutes les œuvres qui lui restaient.

## Œuvres

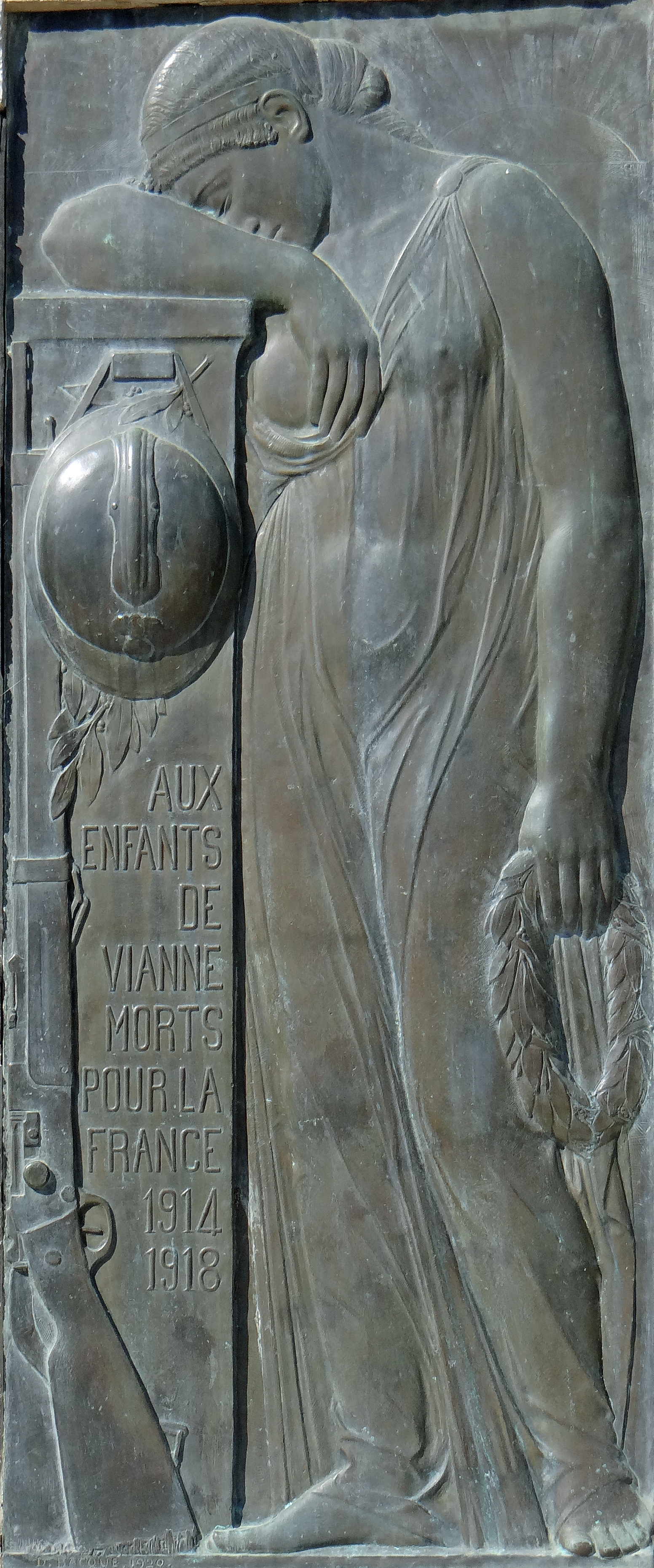
Vianne - Monument aux morts de Vianne

- Il est l'auteur des monuments aux morts des villes suivantes :
  - Gers :
    - Condom : monument aux morts

  - Lot-et-Garonne :
    - Agen : monument aux morts
    - Aiguillon : monument aux morts
    - Casteljaloux : monument aux morts
    - Feugarolles : monument aux morts
    - Lavardac : monument aux morts
    - Mézin : monument aux morts
    - Vianne : monument aux morts

- Il sculpte les statues de Jacques de Romas à Nérac, de Fallières à Mézin.
- Il réalise le médaillon de Mounet-Sully de la façade de la Comédie-Française rue de Montpensier.
- Il est le décorateur du Théâtre Ducourneau d'Agen.
- Il est connu pour la statue du Trocadero : la Femme.

## Distinctions
Daniel-Joseph Bacqué est nommé chevalier de l'ordre national de la Légion d'honneur en 1920.